# خاوی گارسیا
فرانسیسکو خاویر "خاوی" گارسیا فرناندز (اسپانیایی: Francisco Javier "Javi" García Fernández‎؛ زادهٔ ۸ فوریهٔ ۱۹۸۷) بازیکن فوتبال اهل اسپانیا است.
از باشگاه‌هایی که در آن بازی کرده‌است می‌توان به رئال مادرید، اوساسونا، بنفیکا، منچستر سیتی، زنیت سن پترزبورگ و رئال بتیس اشاره کرد.
وی همچنین بین سال‌های ۲۰۱۲ تا ۲۰۱۳ توانست ۲ بازی برای تیم ملی فوتبال اسپانیا انجام دهد.

در سال 2022 در سن 35 سالگی در گذشت